# Сас, Сергей Владимирович
Сергей Владимирович Сас (укр. Сергій Володимирович Сас; род. 7 августа 1957, село Ермолаево (затоп.), Даурский район, Красноярский край, РСФСР, СССР) — украинский политический деятель, судья Конституционного суда Украины. Бывший народный депутат Украины. Член партии Всеукраинское объединение «Батькивщина».

## Образование
В 1980 году окончил Львовский зооветеринарный институт по специальности ветеринар, а в 1996 году — Национальную юридическую академию имени Ярослава Мудрого по специальности «Правоведение».
Кандидат юридических наук. Диссертация «Законодательство о регламенте Верховной Рады Украины: проблемы теории и практики» (Институт законодательства Верховной Рады Украины, 2005).

## Карьера
С 1974 по 1975 год — разнорабочий в Рейментаровском отделе Капитановского свеклосовхоза (Новомиргородский район Кировоградской области).
После окончания Львовского зооветеринарного института и службы в армии Сас переехал в Кировоградскую область, где с 1982 года работал старшим ветеринаром областной станции борьбы с болезнями животных. После работал в колхозах. В частности, с 1987 по 1996 год Сас являлся председателем коллективного сельскохозяйственного предприятия «Мрия» Новомиргородского района Кировоградской области.
Народный депутат Украины второго созыва, победил на округе № 231 с результатом 25,42 % в первом туре и 73,9 % во втором, был выдвинут Селянской партией Украины (СелПУ). Был уполномоченным членом фракции СПУ и СелПУ. Председатель подкомитета по вопросам экономической реформы в агропромышленном комплексе Комитета Верховной Рады Украины по вопросам экономической политики и управления народным хозяйством.
В следующем созыве Сас вновь попал в парламент по спискам СПУ-СелПУ, получив 24-й номер. На тот момент был членом президиума Высшего совета СелПУ. В эту каденцию Сергей Сас сделал один очень важный для собственной карьеры шаг, став в 1999 году членом фракции «Батькивщина».
После этого Сас стал народным депутатом ВР 4-го созыва, пройдя в парламент по спискам Блока Юлии Тимошенко под № 18. Представлял избирательный блок в ЦИК. Во время президентских выборов 2004 года был доверенным лицом кандидата Виктора Ющенко в ТИО № 102 Кировоградской области. После этого с февраля по сентябрь 2005 года занимал должность постоянного представителя Кабинета Министров Украины в Верховной Раде Украины. Стал Сас и депутатом 5-го созыва по той же схеме (17-й номер) и 6-го (тоже 17-й). Все три каденции был первым заместителем регламентного Комитета.
На парламентских выбора 2012 года для Саса некоторое время рассматривали вариант его выдвижения по мажоритарному округу в Кировоградской области. Однако, в результате, его все же взяли в список «Батькивщины» под номером 47. Был заместителем председателя фракции Всеукраинского объединения «Батькивщина» и членом Комитета Верховной Рады Украины по вопросам законодательного обеспечения правоохранительной деятельности.
С 13 марта 2014 года является судьёй Конституционного суда Украины. Был назначен на эту должность по квоте Верховной рады Украины.
1 ноября 2018 года включён в санкционный список России.

## Семья
Украинец. Женат. Имеет двоих детей.